# Saboteure im Eis – Operation Schweres Wasser
Saboteure im Eis – Operation Schweres Wasser ist eine Fernseh-Miniserie von 2015, entstanden als norwegisch-dänisch-britische Koproduktion. Sie spielt während des Zweiten Weltkriegs und beruht auf wahren Begebenheiten. In sechs 45-minütigen Episoden erzählt sie von den Sabotageaktionen, die der norwegische Widerstand durchführte, um die deutschen Besatzer an der Produktion und der Nutzung von schwerem Wasser zu hindern, das die Nationalsozialisten für die Entwicklung einer Atombombe benötigten. 2018 wurde die Serie auch im deutschen Fernsehen ausgestrahlt.

## Handlung
Nach der Besetzung Norwegens durch Nazideutschland ordnet die nationalsozialistische Führung eine Verdoppelung der Produktion von schwerem Wasser im Kraftwerk der Firma Hydro bei Rjukan an. Der norwegische Professor Leif Tronstad flüchtet nach England, um die Alliierten davor zu warnen, dass dieser Schritt den Nazis mit dazu dienen könnte, eine deutsche Atombombe zu bauen. Trondstad nimmt Kontakt mit dem Kriegsministerium auf, woraufhin ein Plan zur Zerstörung des Kraftwerks erstellt wird. In Rjukan ist der neue Kraftwerksdirektor Bjørn Henriksen mit einer Sabotage der Schwerwasserproduktionsanlage konfrontiert. Die vom norwegischen Widerstand in Kooperation mit der britischen Militärführung ersonnene Aktion Grouse wird ein Desaster, weil die per Fallschirm abgesprungenen Norweger etliche Kilometer weit weg von ihrem eigentlichen Ziel landen. Die Amerikaner bestehen darauf, die Schwerwasser-Fabrik zu bombardieren, aber Trondstad überzeugt die Alliierten davon, stattdessen ein Team aus Norwegern zu senden. Unterdessen verspricht in Deutschland der Nobelpreisträger Werner Heisenberg einen Durchbruch bei der Entwicklung einer nationalsozialistischen Atombombe. Danach wird er zum Direktor des Kaiser-Wilhelm-Instituts für Physik ernannt. Indes ist das Team Gunnerside erfolgreich darin, die Hydro-Fabrik zu beschädigen, aber die Deutschen starten eine großangelegte Suche nach den Saboteuren und lassen umgehend die Schwerwasserproduktionsanlagen wieder aufbauen. Heisenberg erkennt, dass er seine Forschung ohne Schwerwasser fortsetzen muss. Als die Amerikaner bemerken, dass die Deutschen die Fabrik wiederaufbauen, entscheiden sie sich zur Bombardierung der Anlage, die dabei aber nur minimal beschädigt wird. Daraufhin beschließen die Deutschen, die Schwerwasserproduktion von Norwegen nach Deutschland zu verlegen. Die Alliierten beauftragen die restlichen Mitglieder des Teams Gunnerside damit, die Fähre zu versenken, mit der die Deutschen die Produktionsanlage von Rjukan aus über einen See transportieren. Die Mission verläuft aus Sicht der Auftraggeber erfolgreich, da die Fähre versenkt wird. Beim Untergang sterben aber etliche Menschen, darunter auch Zivilisten.

## Produktion
Zu den Produktionsstudios, die an der Herstellung der Serie beteiligt waren, gehören die norwegische Firma Filmkameratene, für die die Serie die erste Fernseh-Dramaserie überhaupt darstellte, das dänische Studio Sebasto Film und das britische Studio Headline Pictures. Auftraggeber für das Werk war das staatliche norwegische Fernsehen Norsk rikskringkasting (NRK), das ebenso wie die schwedische Filmgesellschaft Svensk Filmindustri an der Produktion mitwirkte. Unterstützung gab es ferner durch das Norwegische Filminstitut und den Nordisk Film & TV Fond. Das Budget betrug 9,2 Mio. Euro. Als Datum und Ort für den Drehbeginn waren der 28. Oktober 2013 und Prag angekündigt.

## Veröffentlichung
Bei der Ausstrahlung im norwegischen Fernsehen hatte die Serie in Norwegen über 1 Million Zuschauer und stellte einen Rekord bezüglich der Einschaltquoten auf.
Vom 2. bis 4. Januar 2018 strahlte Das Erste die Serie in Doppelfolgen im Spätabendprogramm erstmals deutschsprachig aus.
| Nr. | Erstausstrahlung (NRK1) | Deutschsprachige Erstausstrahlung (Das Erste) |
| --- | ----------------------- | --------------------------------------------- |
| 1   | 4. Jan. 2015            | 2. Jan. 2018                                  |
| 2   | 4. Jan. 2015            | 2. Jan. 2018                                  |
| 3   | 11. Jan. 2015           | 3. Jan. 2018                                  |
| 4   | 18. Jan. 2015           | 3. Jan. 2018                                  |
| 5   | 25. Jan. 2015           | 4. Jan. 2018                                  |
| 6   | 1. Feb. 2015            | 4. Jan. 2018                                  |

Seit dem 26. Mai 2017 ist die Serie deutschsprachig auch auf DVD und Blu-ray erhältlich.

## Kritik
Deutsche Kritiker befanden, dass die Serie es mit der historischen Wahrheit nicht so genau nehme. Der FAZ-Autor verwies in dem Zusammenhang auf den Fabrikdirektor Bjørn Henriksen, den es in Wirklichkeit nie gegeben habe, auch wenn seine Geschichte lose an die eines echten Hydro-Direktors angelehnt sei und dem Plot gut tue. Der Autor von Spiegel Online machte darauf aufmerksam, dass der Inhalt des Gesprächs zwischen Werner Heisenberg und Niels Bohr, das in der Serie enthalten ist, bis heute historisch nicht vollständig überliefert sei. Die Serie funktioniere mit ihrem Aufbau, wenn es um die Erzeugung von Spannung und Atmosphäre gehe. Hingegen scheitere sie bei dem Nebenhandlungsstrang um Heisenberg, dessen Motivation im Rahmen der Parallelmontage völlig unklar bleibe. Zudem missachte das Werk, dass der Kampf um das Schwere Wasser aus Norwegen nicht entscheidend für den Wettlauf um die Atombombe war. Hingegen fand Deutschlandfunk-Redakteurin Susanne Luerweg, dass sich die Serie „weitestgehend an die geschichtlich belegten Fakten“ halte, die „Ambivalenz vieler Akteure des zweiten Weltkriegs“ zeige und „kein simples schwarz-weiß Bild“ zeichne. Zwar enthalte das Werk etwas Pathos und Kitsch, aber zur Erinnerung an den Widerstand im Zweiten Weltkrieg sei die Erzählung der Geschichte in dieser Breite lohnend. Die Darsteller seien gut und das Drehbuch gelungen, großes Manko aber seien „die Landschaftsaufnahmen sowie die Bilder der monströsen Fabrik im norwegischen Nirgendwo“, „fast lächerlich“ wirkten die Ski-Verfolgungsjagden.

## Auszeichnungen
Für den norwegischen Fernsehpreis Gullruten gab es im Jahr 2015 Prämierungen in sechs verschiedenen Kategorien: für das beste Fernsehdrama, die beste Regie, den besten Schauspieler (Dennis Storhøi), das beste Kostümdesign, das beste Produktionsdesign und die besten visuellen Effekte. Außerdem wurde die Serie 2015 mit dem europäischen Preis Prix Italia ausgezeichnet.